# 人脈
人脈（英語：People）是由微軟開發的聯繫人管理應用程序，允許用戶組織和鏈接來自不同電子郵件帳戶的聯繫人。

## 功能
人脈具有獨特的圖形界面，與Windows連絡人的基於文件資源管理器的界面不同，基於已用於Outlook.com和集成在線人員服務的Metro設計語言。除了作為地址簿之外，還提供了與所選聯繫人的近期郵件對話列表。它曾經也是一個社交媒體中心，用戶可以在其中集成他們的社交網絡帳戶（例如Twitter），但Windows和社交媒體服務中的API更改導致此功能中斷。
人脈與其他Metro風格的應用程序一起使用，但有自己的前端界面，可以由最終用戶打開。與Windows Contacts不同，它目前不允許用戶直接導入或導出.pst文件，vCard文件，Windows通訊簿文件或其他文件。相反，它會從用戶在Windows中的其他服務上設置的電子郵件帳戶收集聯繫信息，例如郵件和日曆，Skype預覽或Xbox應用程序。人員應用中所做的更改，添加和刪除將導出到相應的電子郵件帳戶。用戶可以選擇哪些帳戶應在人員中顯示聯繫信息。
人脈支持Outlook.com People、Google Contacts、iCloud contacts和Yahoo! contacts，以及可以通過登錄電子郵件帳戶導入的其他聯繫人列表。